# 張芳邨
張芳邨（1966年－），原名張利，從小喜愛天文學，但受執教魯藝的父親影響，後考入中央美術學院徐悲鴻畫室深造學習。進入中央美院後，師從靳尚誼先生，學習具象寫實繪畫。
1997年，一個偶然的機會，從書上看到一種簡稱為 B-Z反應。自此，“BZ”反應引他創作了一種新的技法。2006年，BZ藝術技法創作。這一技法的誕生發展，讓畫家放下傳統的畫筆和顏料，轉而藉助礦物質的化學反應呈現色彩瑰麗、形態多維的藝術作品。張芳邨先生是第一位在中國國家博物館正廳舉辦個人BZ藝術大展的當代畫家。
現為北京職業藝術畫家。

## 參展得獎記錄
- 1992年 作品在台灣高格畫廊和香港雲峰畫廊展出[3]
- 1993年 作品在金孔雀藝術中心展出[3]
- 1993年 作品參加93北京國際拍賣會，同年作品參加國內外畫廊及藝術機構的展覽。
- 1994年 作品在北京音樂廳畫廊展出[3]
- 1997年 首次將科學中的B-Z反應引入到繪畫中來，並獨創了“BZ繪畫”[3]
- 2006年 《 BZ狀態—张芳邨抽藝術展　》於中國國家博物館展出
- 2006年12月18日 在北京中國國家博物館正廳舉辦“BZ藝術”個人大展由文化部部長高占祥親自剪彩[4]
- 2007年1月 BZ藝術作品榮獲獎第12屆，第13屆中國藝術博覽會金獎
- 2008年 《 張芳邨BZ繪畫展 》於FANGART展出[5]
- 2008年 《 “BZ狀態” 張芳邨抽象藝術展　 》於北京798錦都藝術中心舉辦個展
- 2008年 《 “BZ狀態” 張芳邨抽象藝術展 》 作品在德國、法國、奧地利巡迴展出[6]
- 2009年1月9日 參加09年中國抽象藝術展“重返現代”浙江西湖美術館·杭州[7]
- 2009年4月 參加“跨度”中國抽象藝術邀請展活動[8]
- 2009年7月 在北京錦都藝術中心參加“第三空間”錦都藝術館藏展（二）[9]
- 2013年12月4日 參加北京萬隆秋季藝術品拍賣會[10][11]
- 2014年3月10日 首屆百名藝術家創作及大型國際精品特邀作品世界巡展[12]
- 2014年8月《中華兒女》[1]特刊出版BZ藝術家張芳邨個人畫冊
- 2015年4月16日 參加首屆中國（濰坊）國際藝術雙年展
- 2015年7月 清華大學出版社出版BZ藝術家張芳邨自傳《愛之痕》[13]
- 2015年7月3日 在清華大學舉辦個人畫展[14]
- 2016年6月25日 張芳邨BZ藝術自傳《愛之痕》[13]發布會，鳳凰衛視專訪報導[15]
- 2016年7月10日 參加在法國舉辦的第三屆坎城中法文化藝術展[16]
- 2016年9月10日 參加法國坎城中國文化藝術節獲獎作品國內巡展（日照博物館展）[17][18]
- 2016年9月20日 參加法國坎城中國文化藝術節獲獎作品國內巡展（煙台藝術館展）
- 2015年9月30日 BZ藝術獲得中華人民共和國國家發明專利,填補了這一領域在世界上的空白
- 2016年10月 參加美國105年金像獎藝術展
- 2015年10月21日 在北京發布BZ藝術官方微信公眾平台[19]
- 2016年11月25日 參加在西班牙巴塞隆納和首都馬德里舉辦的“一帶一路”中西文化交流藝術展
- 2016年12月11日 BZ藝術獲得臺灣發明專利證書,改寫創造了臺灣和世界有史以來高溫顏色釉顏色之間不相融合的歷史
- 2017年10月15日在北京錦都藝術中心舉辦“BZ藝術狀態 張芳邨藝術展”[20]
- 2017年10月17日 BZ藝術獲得中華人民共和國發明專利證,改寫創造了中國景德鎮和世界有史以來高溫顏色釉顏色之間不相融合的歷史
- 2018年1月21日 BZ藝術發明專利在四種媒介:布面、紙本、瓷板、玻璃在臺灣核准獲得,填補了這一領域在世界上的空白
- 2018年3月28日 在北京建立BZ藝術館工作室
- 2018年4月10日 BZ藝術受邀到日本東京都美術館舉辦展覽
- 2018年8月7日 BZ藝術發明專利在四種媒介:布面、紙本、瓷板、玻璃在美國核准獲得,填補了這一領域在世界上的空白,在世界藝術史上是獨一無二,史無前例
- 2018年9月13日 在中國北京發布BZ藝術全球官方網站[21]
- 2018年11月14日 BZ藝術發明專利在四種媒介:布面、紙本、瓷板、玻璃在歐盟核准獲得,這在世界藝術史上是獨一無二,史無前例的
- 2018年11月30日 BZ藝術獲得日本發明專利證書,改寫創造了日本和世界有史以來高溫顏色釉顏色之間不相融合的歷史
- 2020年3月3日 BZ藝術發明專利《BZ釉繪畫顏料材料組合物及繪畫方法》在美國核准獲得,這在世界藝術史上是獨一無二,史無前例的
- 2020年5月15日 BZ藝術發明專利在四種媒介:布面、紙本、瓷板、玻璃在俄羅斯核准獲得,這在世界藝術史上是獨一無二,史無前例的

## 作品
- 2008年1月9日 參加北京春季中鼎國際拍賣

```
《张芳邨 七号作品 布面油画》
[
22
]
```

- 2013年12月4日 參加北京萬隆拍賣有限公司秋季藝術品拍賣會

```
《张芳邨 BZ艺术系列一 釉上彩瓷板》
[
23
]

《张芳邨 BZ艺术系列二 釉上彩瓷板》
[
24
]
```

- 2014年6月4日 参加北京萬隆拍賣有限公司十五週年慶典拍賣會

```
《张芳邨 釉上彩“BZ-c3号作品”瓷板》
[
25
]

《张芳邨 釉上彩“BZ-c6号作品”瓷板》
[
26
]
```

## 藝術發明專利
- 2015年9月 獲得中國發明專利證書“一種繪畫材料組合物及其使用方法”
- 2016年12月 獲得台灣發明專利證書“BZ藝術高溫顏色釉瓷板畫製作方法”
- 2017年10月 獲得中國發明專利證書“BZ高溫顏色釉”
- 2018年1月 獲得台灣發明專利證書“BZ釉繪畫顏料材料組合物及繪畫方法”
- 2018年8月 BZ藝術發明專利在四種媒介:布面、紙本、瓷板、玻璃在美國核准獲得
- 2018年11月 獲得歐盟發明專利證書“BZ釉繪畫顏料材料組合物及繪畫方法”
- 2018年11月 獲得日本發明專利證書“BZ高溫顏色釉瓷板畫的製作方法”
- 2020年3月 獲得美國發明專利證書“BZ釉繪畫顏料材料組合物及繪畫方法”
- 2020年5月 獲得俄羅斯發明專利證書“BZ釉繪畫顏料材料組合物及繪畫方法”

## 相關評論
- 2008年6月14日 中國著名藝術評論家榮劍博士評價：“BZ藝術的問世超越了由印象派所開創的色彩革命!”[13]
- 2008年8月14日 國際著名藝術評論家方振寧:“張芳邨的BZ藝術是藝術史上藝術和科學的聯姻繼續，也是庫普卡所說的，藝術要求由發明出來的成分組成的實證。”“波洛克在繪畫史上的貢獻是對繪畫重力的解放。而張芳邨關注的是物質元素之間產生的BZ反應，也就是元素之間的“自組織現象”是他的繪畫的核心。”[13]
- 2015年6月 中國航空航天科學家高歌教授撰文高度評價:“非線性科學、連同它的耗散結構理論、混沌理論、自組織分形理論，在二十世紀末葉一度被稱為堪與相對論，量子力學並肩比美的世紀鉅作；非線性科學發展的缺憾在BZ藝術領域被率先突破了!”[2]
- 2015年6月 清華大學心理系主任、國際著名心理學家彭凱平教授：“科學是被廣泛證明的一種積極溝通方式，藝術也是。BZ藝術充滿積極、美麗、靈性和感動。張芳邨的人生就是“美者生存”的見證，我們可以感受到BZ藝術給人類帶來的幸福和昇華。[13]
- 2015年9月23日 中國原文化部部長高占祥題詞：“祝張芳邨藝術家榮獲的BZ藝術專利，這一發明創造是對人類文明藝術發展的一個重要貢獻！”[27]
- 2016年6月23日 中宣部原新聞局局長武家奉為張芳邨BZ藝術作評：“藝術和科學的完美結合使他發現和首創了世界上獨一無二的革命性“BZ藝術”，“BZ藝術”堪稱空前絕後，這種繪畫表現元素的發現與創立將會改變人類視覺語言的新思維與新方法，也必將描繪出世界繪畫史上的新篇章。”[28]
- 2017年9月1日 藝術批評家夏可君表示：“令人驚嘆的是BZ藝術乃是一種來自於銀河的藝術。”[29][30]
- 2017年9月14日 藝術批評家高嶺表示BZ藝術：“與杜尚藝術觀念的大跨度革命相比，張芳邨對繪畫的人工性的質疑和突破更有針對性，因為他敢於直面繪畫的問題，讓色彩自己變幻出真我。”[31]
- 2017年9月28日 藝術批評家鄧平祥表示BZ藝術：“張芳邨先生的貢獻在於他窺見和破解並找到了神性造物的密碼—BZ藝術。”[32]
- 2017年9月29日 國際著名藝術評論家王端廷表示BZ藝術：“這是一種獨一無二而又史無前例的藝術創造。”[33][34][35]
- 2017年10月5日 藝術批評家榮劍表示：“由此來看張芳邨的BZ藝術，它有別於以往藝術史的意義在於：科學是“直接”出場，科學直接參與了藝術的創造；藝術家刻意突破藝術和科學的臨界點，把科學反應和藝術造化有機地結合在一起，從而打造出一種獨特的藝術—BZ藝術。”[36]
- 2017年10月15日 在北京錦都藝術中心舉辦“BZ藝術狀態·張芳邨藝術展”[37]

## 書籍文獻
- 《張芳邨：藝術和科學的振蕩》 出處：中華兒女,2008[1]
- 《愛之痕：BZ藝術創始人傳記》 出處：中國北京清華大學出版社,2015[38][13]

## 外部連結
- BZ艺术官方微信公众平台
- 中國神话 世界革命性“BZ藝術”首創者—油畫藝術家張芳邨
- 心的歷程 美者生存“BZ藝術”創始人張芳邨幸福主題藝術畫展
- 抽象藝術的複歸與超越｜中國美術報 （页面存档备份，存于）
- 第三屆中國國際積極心理學大會將在京舉行｜鳳凰財經新聞 （页面存档备份，存于）
- 中央CCTV財經頻道採訪BZ藝術創始人張芳邨 （页面存档备份，存于）
- 百度百科：《爱之痕》
- 清华大学出版社《爱之痕》|出版中國社會科學網
- 《愛之痕》徹底顛覆藝術史｜中國教育報[]
- 愛之痕：BZ藝術創始人傳記｜亞馬遜(Amazon)圖書